# Sokoliv, Kameanka-Buzka
Sokoliv (în ucraineană Соколів) este un sat în comuna Velîkosilkî din raionul Kameanka-Buzka, regiunea Liov, Ucraina.

## Demografie
Componența lingvistică a localității Sokoliv
     Ucraineană (100%)
Conform recensământului din 2001, toată populația localității Sokoliv era vorbitoare de ucraineană (100%).